# Нью-бит
Нью-бит (англ. new beat) или новый бит — стиль электронной танцевальной музыки, зародившийся и базировавшийся в бельгийской клубной андеграунд-среде в конце 1980-х годов, нью-бит является прямым предшественником хардкор-техно и его музыкальных поджанров (в настоящее время отождествляющих как рейв-музыка).

## История
По легенде, жанр появился совершенно случайно: однажды в бельгийском ночном клубе Boccaccio DJ Dikke Ronny включил сингл-пластинку бельгийской группы A Split Second «Flesh» на скорости вращения 33 rpm вместо 45 rpm, к тому же он выставил питч на +8. Вскоре нью-бит стал популярен во всех ночных клубах Бельгии, этот стиль музыки был также популярен в Нор — Па-де-Кале (север Франции).
Самыми известными группами в этом стиле были Lords of Acid и Confetti's.

## Звучание
На звучание нью-бита повлияли такие стили электронной музыки, как Electronic Body Music, техно и хаус (преимущественно эйсид-хаус).

## Представители
- 101
- Abfahrt
- Amnesia
- B-art
- Bassline Boys
- Beat Professor
- Be-Dash
- Bizz Nizz
- Black Kiss
- Brussel Syndicate
- Brussels Sound Revolution
- BX-8017
- Circle Jay
- Code 61
- Cold Sensation
- Confetti's
- Dirty Harry
- D-Mob
- Doctor Zarkhow
- Dr. Smiley
- Ecstasy Club
- Erotic Dissidents
- Fat Belgian Bastards
- Fatal Attraction
- Fax Yourself
- Force Dimension
- In-D
- Jade 4U
- LA Style
- Lords of Acid
- Major Problem
- Miss Nicky Trax
- Morton Sherman Bellucci
- Nasty Thoughts
- Neon
- Olivier Adams
- Plaza
- Praga Khan
- Public Relations
- Rhythm Device
- Rox Rox
- Signal Aout 42 (частично)
- Taste of Sugar
- T99
- The Faxx
- Tragic Error, изначально известны как Fatal Error

## Лейблы звукозаписи
- Antler-Subway Records
- Music Man Records
- R&S Records